# Vālmiki (cràter)
Vālmiki és un cràter d'impacte en el planeta Mercuri de 210 km de diàmetre. Porta el nom del poeta indi Vālmīki (fl. segle i aC), i el seu nom va ser aprovat per la Unió Astronòmica Internacional el 1976.